# Бумбель, Отто
Педро Отто Бумбель Бербижиер (порт. Pedro Otto Bumbel Berbigier; 6 июля 1914 года, Такуара, Бразилия — 2 августа 1998 года, Порту-Алегри) — бразильский футболист и тренер. Тренировал ряд бразильских, португальских и испанских клубов.

## Карьера
В качестве игрока Бумбель играл в бразильских клубах «Фламенго» и «Коринтианс», но гораздо больших успехов он добился став тренером. Начав тренерскую карьеру на родине, и потренировав такие известные клубы как «Фламенго», «Гремио» и «Крузейро (Порту-Алегри)», и завоевав с ними ряд трофеев, в 1951 году Бумбель переехал в Коста-Рику, где сначала тренировал сильнейший клуб страны «Саприсса», а затем возглавлял национальную сборную. В 1956 году он переезжает в Европу, где тренировал различные португальские и испанские клубы до самого конца своей карьеры. В Португалии, вместе с «Порту» он побеждал в чемпионате страны, и завоёвывал национальный кубок. В Испании Бумбель тренировал целый ряд известных клубов, среди которых «Валенсия», «Севилья» и «Атлетико Мадрид», с «Атлетико» он завоёвывал Кубок Испании.

## Достижения
- Победитель Лиги Гаушу (2): 1946, 1949
- Чемпион Коста-Рики (1): 1952
- Обладатель Кубка Португалии (1): 1958
- Чемпион Португалии (1): 1959
- Обладатель Кубка Испании (1): 1965